# ¿Quién puede matar a un niño?
¿Quién puede matar a un niño? (internacionalamente Who can kill a child?) es una película de horror española de 1976 guionizada y dirigida por Narciso Ibáñez Serrador. Adaptación de la novela El juego de los niños de Juan José Plans y con música compuesta por Waldo de los Ríos, es el segundo y último largometraje dirigido por Ibáñez Serrador tras su debut en La Residencia (1969).
Pese a que su recepción comercial en España, no así en el extranjero, no fue tan buena como otros proyectos de Ibáñez Serrador actualmente se la considera una de las películas más celebrados del fantaterror español y un clásico del cine de terror internacional.

## Argumento
La película empieza con varias fotografías de escenas reales de adultos torturando y maltratando niños en distintas guerras y hambrunas; sobre estas imágenes se van intercalando los títulos de crédito. Poco después el espectador se percata de que dichas escenas se corresponden con un documental televisivo que están viendo Tom y Evelyn. Ellos son una pareja de turistas extranjeros de habla inglesa (su nacionalidad nunca se llega a aclarar en la trama), que llega a la localidad española de Benavis, una localidad ficticia de la costa mediterránea, con el fin de navegar, al día siguiente, hasta la igualmente ficticia isla de Almanzora, para pasar unos días de vacaciones. Evelyn se encuentra embarazada de siete meses de su tercer hijo, y ambos vienen dispuestos a relajarse al máximo en esta isla, en la que Tom pasó una temporada cuando era pequeño. Sin embargo, nada más llegar a Almanzora, empiezan a notar que todo es muy extraño en el lugar: todo parece abandonado, solamente se ven niños, y no hay ni rastro de los adultos. Por otra parte, ninguno de los dos ha tenido ocasión de conocer las noticias que habían llegado al continente, acerca de la llegada de varios cadáveres a la costa, arrastrados por el agua.
La pareja descansa de su viaje a la isla en un bar, y allí se encuentran todo como si la gente se hubiera marchado a toda prisa, dejándose incluso unos pollos dentro del horno, ya carbonizados. Mientras Tom va en busca de comida, una niña entra y acaricia el vientre de Evelyn, sonriéndole sin decir una palabra, y marchándose después. Mientras tanto, Tom ha estado investigando por las casas al creer oír ruidos en una de ellas. Al no encontrar a nadie, se dirige a la tienda, también vacía, aprovisionándose de comida. Allí, Evelyn y Tom reciben una llamada telefónica de una muchacha hablando en un idioma extranjero, y con un tono de voz angustiado, cortándose la comunicación poco después. Tras comer, los esposos van en busca del hotel, donde tampoco encuentran ninguna persona mayor de edad. Enseguida descubren que había unos turistas suecos registrados, un matrimonio y su hija, y deducen que la mujer era la muchacha extranjera de la llamada. Evelyn, asomada a la puerta del hotel, ve por fin a un anciano que parece que juega al escondite con una niña; pero, aterrada, ve cómo la niña le quita el bastón y le golpea con él en la cabeza, hasta matarlo. Más tarde, al subir a las habitaciones en busca de la familia sueca, encuentran los cadáveres del matrimonio, pero ni rastro de la chica. En el hotel, finalmente encuentran a un habitante adulto del pueblo: un pescador (Antonio Iranzo) que se encuentra en estado de shock. Él les cuenta que, unos días antes, todos los niños habían contraído una especie de locura colectiva, y habían comenzado a asesinar a todos los adultos del pueblo; estos, por su parte, se vieron incapaces de hacer nada, ya que, como bien dice el pescador: "¿quién puede matar a un niño? Se da a entender, entonces, que la larga lista de atrocidades y horrores provocados por las guerras, así como la apatía de los adultos, había provocado que los niños de la isla decidieran tomar el asunto en sus propias manos. Además, se muestra cómo los niños normales cambiaban como los del resto de la isla, simplemente haciendo contacto visual con ellos.
Tom le dispara de mala gana a un chico con un arma, cuando se ven acorralados en una habitación. Atrapada allí, Evelyn es asesinada por el propio hijo que tiene en el vientre, que se une a los niños de la isla y la ataca desde dentro. A la mañana siguiente, un cansado Tom se encuentra completamente solo.
Tom finalmente dispara un MP-40 a un grupo de niños mientras trata de escapar de la isla, pero los niños lo siguen hasta el muelle y atacan, en masa mientras intenta desamarrar un bote. Mientras trata de luchar contra los niños, llega un bote patrullero. Los policías creen que Tom está matando a los niños a sangre fría, por lo que le ordenan que se quede quieto. Cuando no obedece, el oficial le dispara. Los tres policías comienzan a atender a los niños heridos y llorosos, mientras que el oficial que había disparado a Tom se pregunta en voz alta: "¿qué tipo de hombre ...?" Cuando les preguntan dónde están sus padres, los niños apuntan hacia la ciudad; y los tres oficiales comienzan a correr para allá, dejando su bote y sus armas sin vigilancia. De pronto se detienen, al oír la voz de un niño que se ríe y les dice en tono burlón: "¡Adióos!" Cuando se vuelven, comprueban estupefactos que los niños, que repentinamente ya no lloran y se muestran del todo tranquilos, han abordado el bote patrullero y están descargando su inventario de armas pequeñas. Uno de los niños mata con un rifle a los tres oficiales, incapaces de reaccionar.
La película termina con un pequeño grupo de niños que se prepara para dirigirse a la España continental en una lancha a motor, teniendo el cuidado de ir en número escaso para no levantar sospechas. Cuando una niña pregunta: "¿Crees que los otros niños querrán jugar como nosotros?", el chico que se ha puesto al cargo sonríe y le dice: "Oh, sí ... hay muchos niños en el mundo. Muchos de ellos".

## Reparto
| Actor                | Personaje                      |
| -------------------- | ------------------------------ |
| Lewis Fiander        | Tom                            |
| Prunella Ransome     | Evelyn                         |
| Maria Druille        | Niña que llora                 |
| Antonio Iranzo       | Padre de la niña que llora     |
| Luis Ciges           | Enrique Amorós, el cartero     |
| Fabián Conde         | Empleado de la tienda de fotos |
| Miguel Narros        | Primer guardacostas            |
| Lourdes de la Cámara | Niña                           |
| Roberto Nauta        | Niño                           |
| Javier de la Cámara  | Niño                           |
| María Luisa Arias    |                                |
| Marisa Porcel        |                                |
| Juan Cazalilla       |                                |
| Antonio Canal        |                                |
| Aparicio Rivero      |                                |
| Andrés Gómez         |                                |

## Diferencias con la novela de Juan José Plans
La historia, escrita por Narciso Ibáñez Serrador (aunque con el seudónimo de Luis Peñafiel), está basada en la novela El juego de los niños (1976), del gijonés Juan José Plans; y, a pesar de que la película es bastante fiel a la historia, hay algunas diferencias entre ella y el libro:
- El más obvio es el nombre de los protagonistas, que en el libro se llaman Malco y Nona; y el de la isla, que en la novela se llama Ta; además, en el libro nunca se menciona el nombre de la localidad situada en la costa continental. Por otra parte, hay personajes en el libro que no están presentes en la película, que por tanto omite las situaciones que estos personajes protagonizan: una pareja de guardias, un premio Nobel de Medicina, y una pareja de ancianos en una granja de la isla; además, en el libro es un hombre borracho el que descubre el primer cadáver, mientras que en la película quien lo encuentra es un niño que está bañándose en la playa.

- Algo muy importante de mencionar es que en el libro se da -aunque la interpretación queda abierta- una posible explicación a lo ocurrido, como una venganza de la naturaleza contra todo el mal que el hombre le causa. Por su parte la película comienza con una serie de imágenes reales, a modo de documental, sobre tragedias caídas sobre los niños por la guerra y el hambre, por lo que se sugiere que los niños se están vengando de los adultos; pero esta interpretación queda también bastante abierta.

- Además, lo que en la película es presentado como una especie de locura que se contagia con la mirada de unos niños a otros, en el libro se explica por la lluvia de un polen amarillo, que es el que trastorna a los niños de la isla. En el libro es necesario que haya contacto entre los niños y el polen para que estos se conviertan en nuevos adeptos, mientras que en la película es una especie de hipnosis la que transforma a los infantes. De hecho, en el libro se menciona varias veces que hay algo dentro de los niños, que ellos solo son autómatas de un plan superior; pero nunca se explica con claridad qué es lo que tienen los niños dentro, y la interpretación, nuevamente, queda muy abierta.

- Otra diferencia importante la marca la profesión del personaje cinematográfico de Tom, que es biólogo, mientras que su alter ego literario, Malco, es escritor de cuentos infantiles. De hecho a lo largo de la novela es el osito Pilgrin, uno de los personajes ficticios del escritor, el que, mediante frases muy infantiles, describe las situaciones más misteriosas o truculentas con las que se va encontrando el matrimonio, de forma que el escritor va proyectando así sus propios pensamientos en pasajes de sus cuentos. Por ejemplo: "(Estoy) donde se cree estar, pero donde no se está", es una frase que el osito usa para describir el misterio de aquella extraña isla donde se encuentra el matrimonio. Todas estas referencias están completamente ausentes de la película.